# Баар-Ебенгаузен
Баар-Ебенгаузен (нім. Baar-Ebenhausen) — громада в Німеччині, розташована в землі Баварія. Підпорядковується адміністративному округу Верхня Баварія. Входить до складу району Пфаффенгофен.
Площа — 14,80 км2. Населення становить 5541 ос. (станом на 31 грудня 2020).